# عصب رانی
عصب رانی یک عصب محیطی در اندام تحتانی است که از شبکه کمری در دیواره ی خلفی آبدومن منشعب شده و با عبور از زیر رباط اینگوئینال ، وارد مثلث فمورال در ران می‌شود و در عصب دهی عضلات جلویی ران، مفاصل ران و زانو و همچنین حس پوست نواحی جلویی داخلی اندام تحتانی تا کنار داخلی پا نقش دارد. ریشه‌های عصبی در عصب رانی شامل L2-L3-L4 است. عصب رانی، ضخیم‌ترین شاخه شبکه کمری است.

## عصب رانی در ناحیه شکم
عصب رانی در ناحیه شکم، شاخه‌های کوچکی را به ماهیچه‌های ایلیاکوس و پکتینئوس و یک شاخه به قسمت فوقانی شریان رانی می دهد. شاخه آخری ممکن است در ران منتج شود.

## عصب رانی در ناحیه ران
عصب رانی پس از ورود به ناحیه ران به دو قسمت تقسیم می شود:
- قسمت جلویی (قدامی)
- قسمت پشتی (خلفی)

### اعصاب قسمت جلویی
قسمت جلویی عصب رانی شامل اعصاب زیر هستند:
- عصب پوستی رانی میانی [۱]
- عصب پوستی رانی داخلی [۲]
- عصب برای ماهیچه خیاطه (سارتوریوس)

### اعصاب قسمت پشتی
قسمت پشتی عصب رانی از اعصاب زیر تشکیل می گردند:
- عصب صافنوس [۳]. این عصب ضخیم‌ترین شاخه پوستی عصب رانی است.
- شاخه‌های ماهیچه ای برای ماهیچه چهارسر رانی.
- شاخه‌های عروقی که به شریان رانی و همچنین شاخه‌های این شریان می روند.

#### شاخه‌های عصبی ماهیچه چهارسر رانی
- یک شاخه بزرگ برای ماهیچه پهن خارجی (واستوس لترالیس) که رشته ای از آن به زانو نیز می رود.
- یک شاخه به ماهیچه پهن داخلی (واستوس مدیالیس) که همچنین زانو را عصب دهی می کند.
- یک شاخه برای ماهیچه مستقیم رانی (رکتوس فموریس) که همچنین مفصل ران (هیپ) را عصب رسانی می کند.
- دو یا سه شاخه برای ماهیچه پهن میانی (واستوس اینترمدیوس). یکی از شاخه ها، رشته ای را به ماهیچه مفصلی زانو (آرتیکولاریس ژنوس) و مفصل زانو می دهد.

## نگارخانه

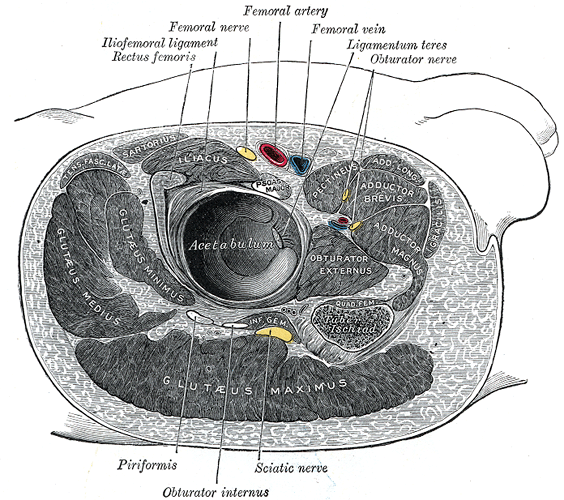
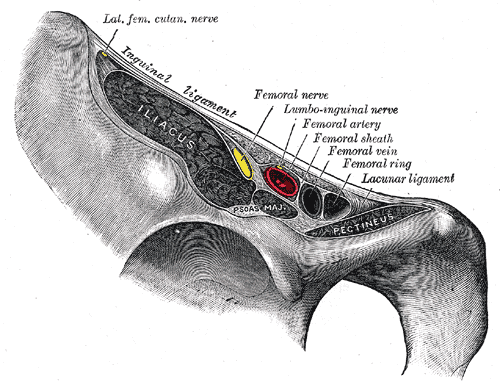
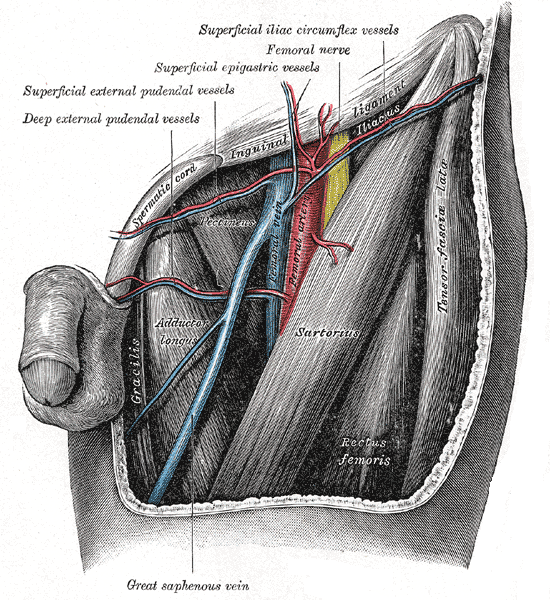
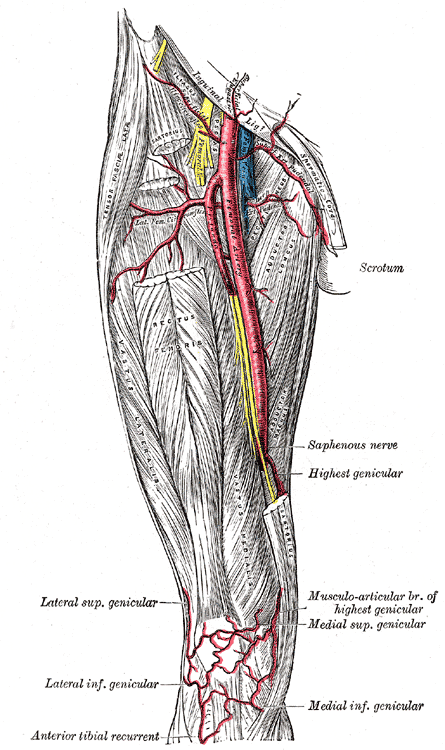
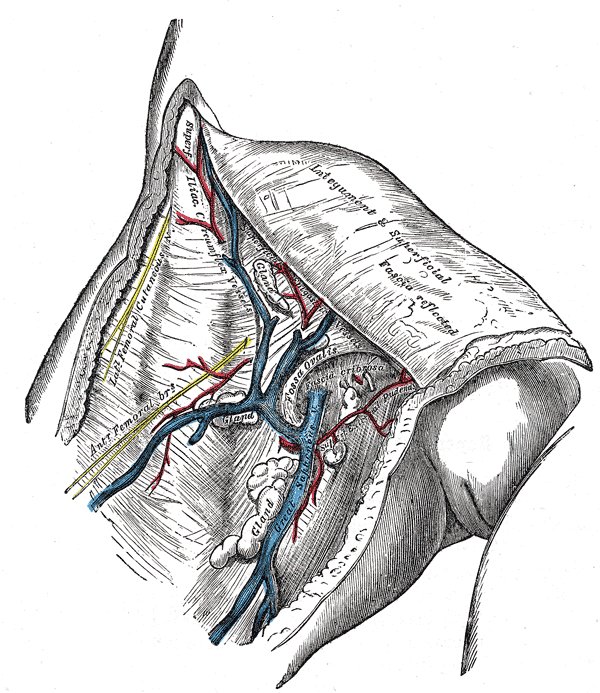
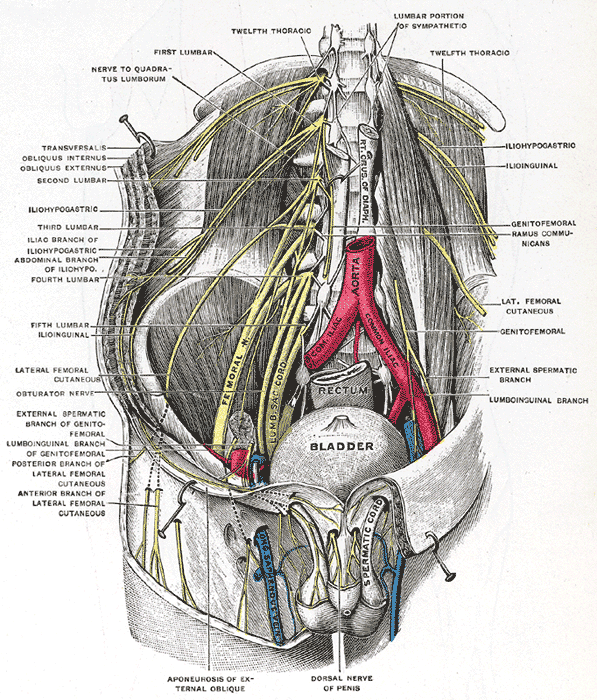
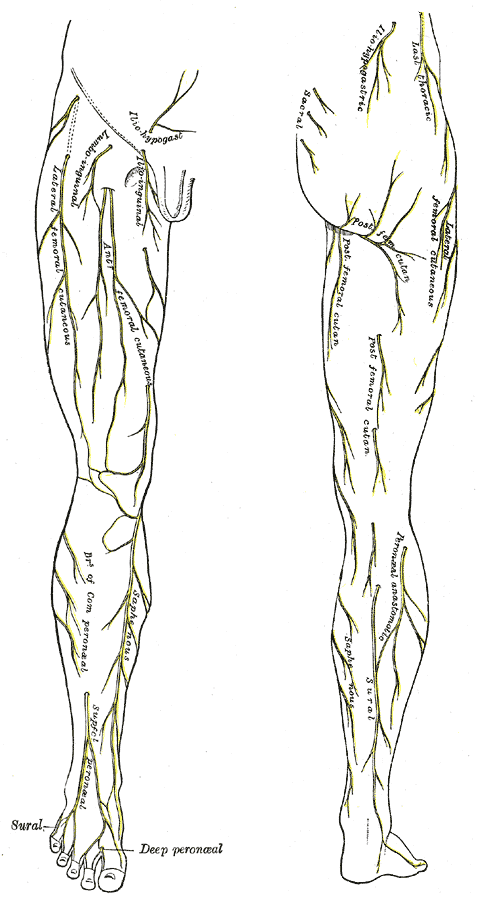
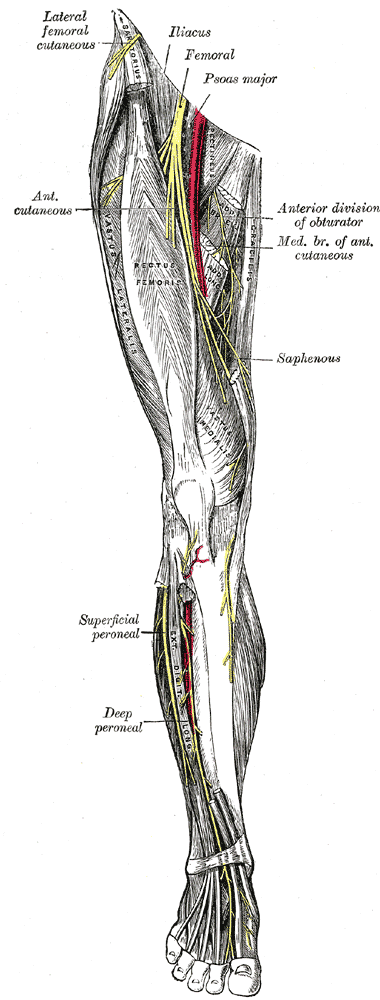
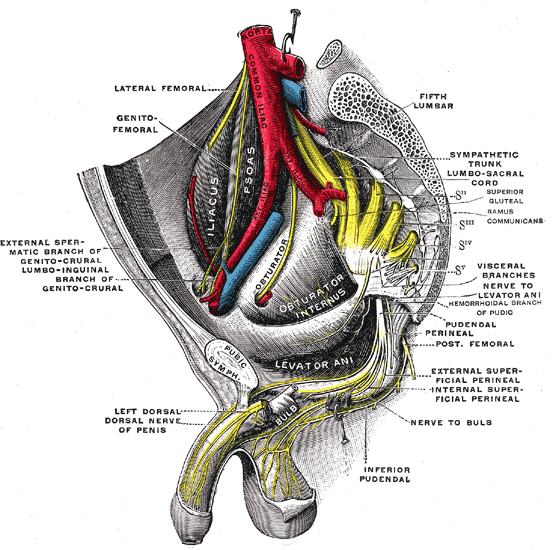
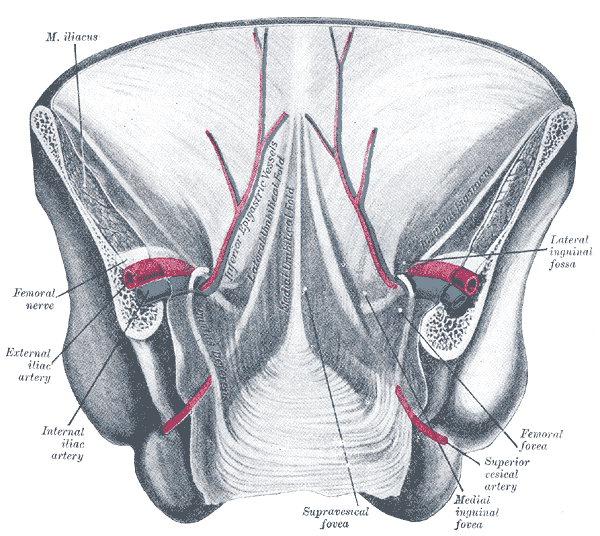
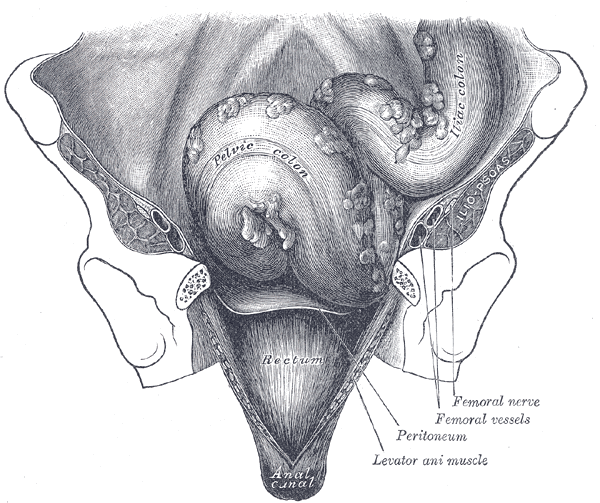
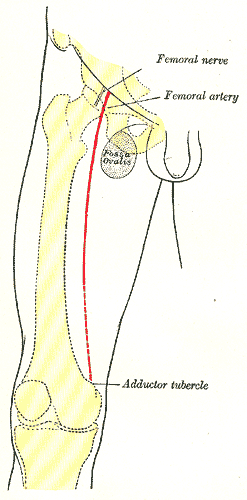
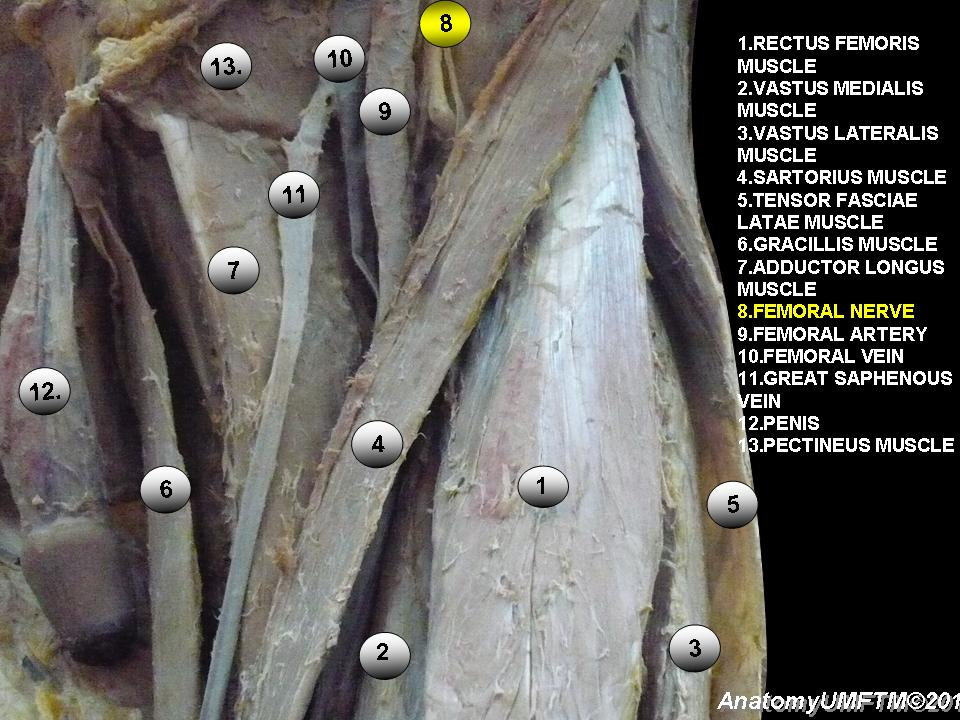
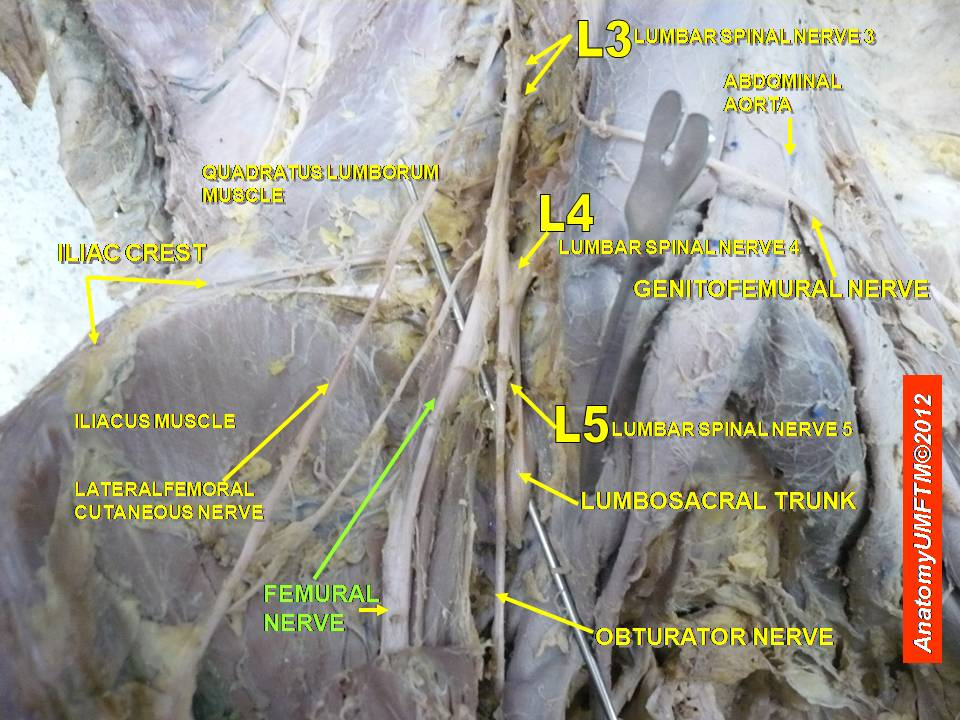
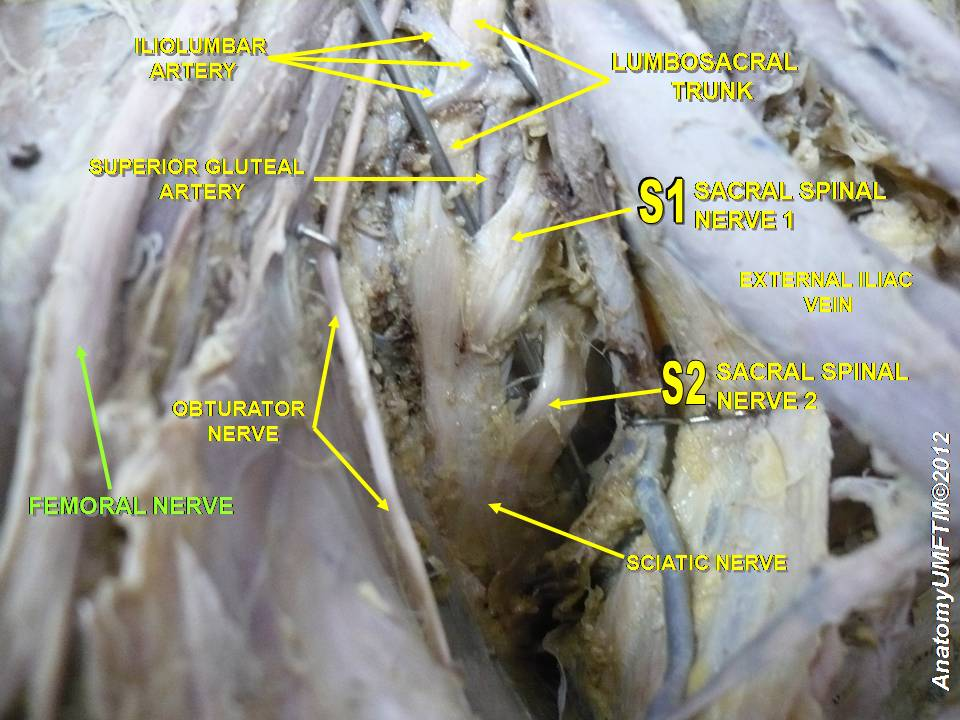
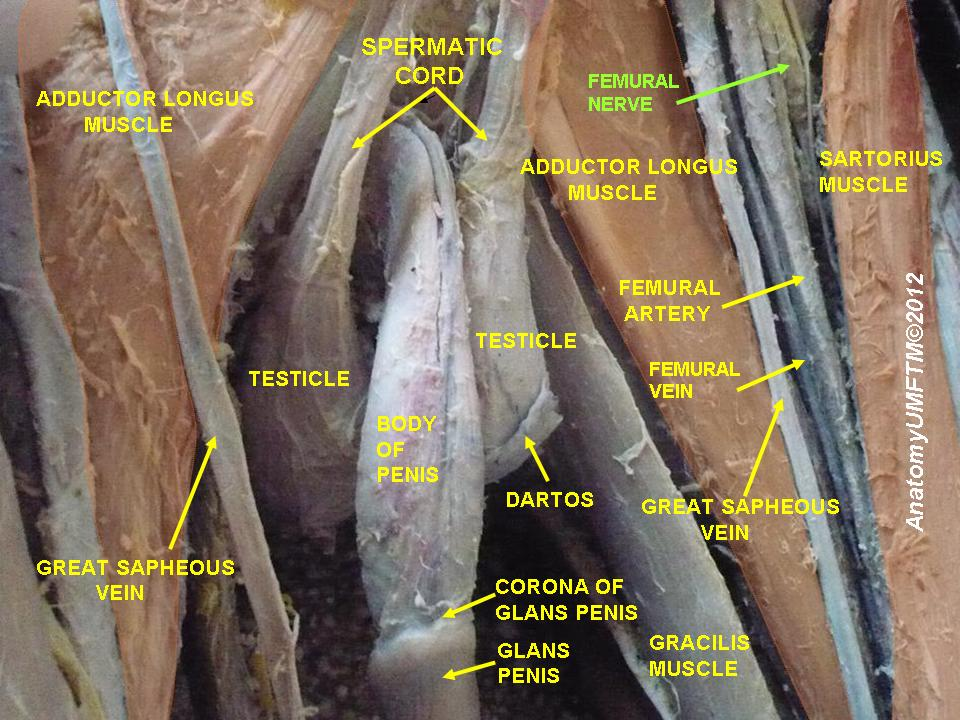
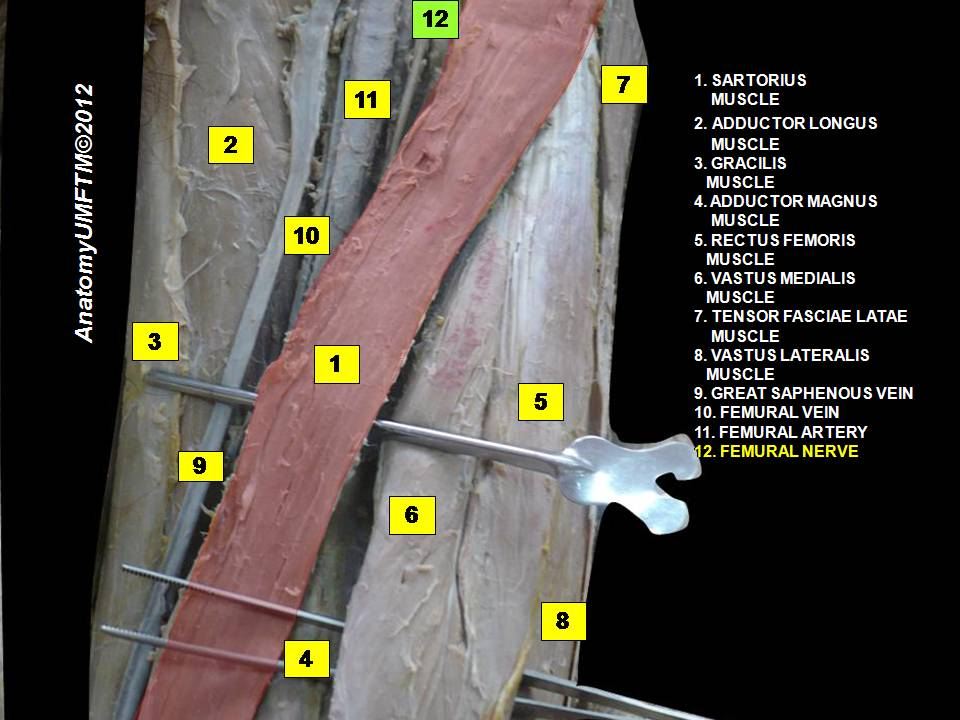